# غنی‌دره
غنی‌دره (به لاتین: Qənidərə) یک منطقه مسکونی در جمهوری آذربایجان است که در شهرستان قوبا واقع شده است. غنی‌دره ۱۰۷ نفر جمعیت دارد.